# Dipartimento dell'Alto Paraná
Il dipartimento dell'Alto Paraná è il decimo dipartimento del Paraguay. Il capoluogo è Ciudad del Este.

## Divisione politica
Il dipartimento è diviso in 19 distretti:
| Distretto                   | km²   | Abitanti (2002) |  |
| --------------------------- | ----- | --------------- |  |
| Ciudad del Este             | 149   | 222.274         |  |
| Doctor Juan León Mallorquín | 266   | 16.243          |  |
| Domingo Martínez de Irala   | 334   | 6.734           |  |
| Hernandarias                | 1.519 | 63.248          |  |
| Iruña                       | 528   | 4.710           |  |
| Itakyry                     | 1.964 | 23.765          |  |
| Juan Emilio O'Leary         | 226   | 16.367          |  |
| Los Cedrales                | 405   | 9.003           |  |
| Mbaracayú                   | 1.174 | 8.337           |  |
| Minga Guazú                 | 485   | 48.006          |  |
| Minga Porá                  | 881   | 11.180          |  |
| Ñacunday                    | 865   | 8.403           |  |
| Naranjal                    | 752   | 11.921          |  |
| Presidente Franco           | 122   | 52.826          |  |
| San Alberto                 | 1.046 | 11.523          |  |
| San Cristóbal               | 1.027 | 7.670           |  |
| Santa Fe del Paraná         |       |                 |  |
| Santa Rita                  | 650   | 16.427          |  |
| Santa Rosa del Monday       | 999   | 11.287          |  |
| Yguazú                      | 762   | 8.748           |  |

## Geografia fisica
Il dipartimento dell'Alto Paraná confina a nord con il dipartimento di Canindeyú, a est con il Brasile e l'Argentina, a sud con il dipartimento di Itapúa e ad ovest con i dipartimenti di Caaguazú e Caazapá.
Il territorio è prevalentemente pianeggiante o con bassissime colline. Il fiume principale è il Paraná che separa il dipartimento dall'Argentina e dal Brasile. Il territorio è attraversato tra gli altri dal fiume Monday che sfociando nel Paraná dà origine a delle cascate.

## Storia
Tra il XVI e il XVIII secolo l'intero territorio del dipartimento rimase spopolato a causa delle continue incursioni dei bandeirantes; soltanto dopo la guerra della Triplice Alleanza il governo cominciò a vendere vasti appezzamenti allo scopo di favorirne lo sfruttamento agricolo e forestale. Soltanto negli anni sessanta, con la costruzione del ponte sul Paraná e, in seguito, con la costruzione del grande complesso idroelettrico di Itaipú, il dipartimento cominciò il suo vero sviluppo.

## Il dipartimento
Il decreto 8494 del 1945 creò il dipartimento dell'Alto Paraná, su porzioni di territorio che appartenevano ai dipartimenti di Itapúa e di San Pedro. Nel 1973 si designò come capoluogo la città di Presidente Stroessner, che nel 1989 cambiò il proprio nome in Ciudad del Este.

## Economia
L'attività prevalente è l'allevamento. Per quanto riguarda l'agricoltura il dipartimento è il maggior produttore paraguaiano di soia. Sono coltivati anche grano, mais, girasoli, cotone e tapioca.
Il dipartimento e in particolare l'area urbana del capoluogo sono una delle aree di sviluppo industriale principali del paese. In particolare vi si trovano numerose industrie alimentari e manifatturiere.

### Turismo
Il dipartimento dispone di diverse attrattive, ma manca di adeguate infrastrutture per saperle sfruttare. La centrale idroelettrica di Itaipú riceve migliaia di visitatori, mentre l'immenso lago artificiale da essa formato è sfruttato turisticamente solo nella sua sponda brasiliana. Tra le bellezze naturali del territorio spiccano le cascate del Monday, così come le riserve biologiche di Tati Yupí e Itabó, curate dalla Itaipú Binacional, la società che gestisce l'omonimo complesso idroelettrico.